# 西焦·卡罗伊
西焦·卡罗伊（匈牙利語：Szittya Károly，1918年6月18日—1983年8月9日），匈牙利男子水球运动员。他曾代表匈牙利参加1948年和1952年夏季奥林匹克运动会水球比赛，共获得一枚金牌和一枚银牌。